# 吳淞堂
吳淞堂又名基督教吳淞堂或上海市基督教吳淞堂，位於中華人民共和國上海市寶山區寶楊路，對面為上海市行知中學，以東為吳淞口國際郵輪碼頭和長江。吳淞堂佔地2300平方米，建築面積3200平方米，共有3層。
吳淞堂原名雅各堂，1916年由英國聖公會創辦，當時位於吳淞淞興路三岔路（一說三益路）口。一說教堂於1901年由美國傳教士租房創辦，1916年自建獨立教堂建築。中華人民共和國建國後，原址被改為小學。雅各堂在淞興路同泰北路（一說同泰路）重建。文化大革命期間教堂宗教活動停止，並且被用作服裝廠。1982年，教堂搬遷至同泰北路130號（一說位於同泰路淞濱路）。1986年，教堂重建完成，並且更名為上海市基督教吳淞堂。2001年，由於要建設上海外環線，教堂搬遷至寶楊路74號。2004年12月，新教堂建成。